# ژوزفین گیارد
ژوزفین گیارد (انگلیسی: Josephine Giard؛ زادهٔ ۲۲ مارس ۱۹۹۶) بازیکن فوتبال اهل آلمان است.
از باشگاه‌هایی که در آن بازی کرده‌است می‌توان به باشگاه فوتبال سلتیک اشاره کرد.